# Waco CG-15
Waco CG-15 là một loại tàu lượn quân sự của Hoa Kỳ, được phát triển từ CG-4.

## Biến thể
XCG-15
XCG-15A
CG-15A
PG-3
XLR2W-1
G-3A
G-15A

## Quốc gia sử dụng
United States
- Không quân Lục quân Hoa Kỳ
- Hải quân Hoa Kỳ

## Tính năng kỹ chiến thuật (CG-15A)
Đặc điểm tổng quát
- Kíp lái: 2
- Sức chứa: 13 lính
- Chiều dài: 48 ft 10 in (14,9 m)
- Sải cánh: 62 ft 2 in (18,95 m)
- Chiều cao:  ()
- Diện tích cánh: 623 ft² (57,88 m²)
- Trọng lượng rỗng: 4.000 lb (1.814 kg)
- Trọng lượng có tải: 8.035 lb (3.644 kg)
- Trọng tải có ích: 4.035 lb (1.830 kg)

 Hiệu suất bay 
- Vận tốc cực đại: 180 mph (290 km/h)
- Tải trên cánh: 12,9 lb/ft² (62,96 kg/m²)

### Máy bay có cùng sự phát triển
- CG-4A Waco

### Máy bay có tính năng tương đương
- Airspeed Horsa
- Slingsby Hengist
- General Aircraft Hamilcar
- General Aircraft Hotspur
- DFS 230

### Danh sách
- Danh sách máy bay trong Chiến tranh Thế giới II
- Danh sách tàu lượn quân sự trong Chiến tranh thế giới II